# Presicce
Presicce község (comune) Olaszország Puglia régiójában, Lecce megyében.

## Fekvése
A Salentói-félsziget déli részén fekszik.

## Története
A történészek szerint a települést a 7. században alapították. 1088-tól a Tarantói Hercegség része volt, majd különböző nemesi családok birtokolták. 1806-ban vált önállóvá, amikor a Nápolyi Királyságban felszámolták a feudalizmust.

## Népessége
A népesség számának alakulása:

## Főbb látnivalói
- Sant'Andrea Apostolo-templom - a 18. század végén épült barokk stílusban.
- San Giovanni Battista-templom - a 16. században épült.
- Santa Maria degli Angeli-templom - a 12-13. században épült román stílusban.
- Madonna di Loreto-templom
- Madonna del Soccorso-templom - a 19. században épült.
- Madonna Addolorata-templom - a 19. században épült.
- Palazzo Soronzi (17. század)
- Palazzo Izzo (17. század)
- Palazzo Ponzo (18. század)
- Palazzo Cazzato (18. század)
- Palazzo Arditi (18. század)
- Palazzo Villani(18. század)
- Palazzo Rollo (18. század)
- Palazzo Arditi (17. század)
- Palazzo Seracca-D'Amico (19. század)
- Palazzo Alberti - a 20. században épült liberty stílusban
- Palazzo Ducale - megerődített nemesi palota a 16-17. századból.
- Casa Turrita - 16. századi ház, amelynek jellegzetessége vaskos tornya.